# Flagge Asturiens
Die Flagge Asturiens wurde am 19. Dezember 1990 mit dem Gesetz 4/1990 festgelegt.

## Beschreibung und Bedeutung
Die Flagge Asturiens ist ein blaues Flaggentuch, dessen Farbe für die Jungfrau Maria steht. In der Liek ruht ein lateinisches Kleeblattkreuz, an dessen Balken die griechischen Buchstaben Alpha und Omega als Zeichen für Anfang und Ende hängen. Das sogenannte Kreuz des Sieges ist ein altes asturisches Symbol. Dessen juwelenbesetztes Original liegt in der Kathedrale von Oviedo, der Hauptstadt Asturiens.
Das Zentrum des Kreuzes liegt jeweils ein Drittel der Flaggenlänge vom Mast und vom unteren Flaggenrand entfernt. Das Kreuz hat eine Höhe von 4/9 der Flaggenlänge.
| System                      | Blau       | Gelb      |
| --------------------------- | ---------- | --------- |
| Pantone                     | 829        | 109       |
| RGB                         | 0-102-255  | 255-232-5 |
| Hexadezimale Farbdefinition | #0066F     | #FFE80F   |
| CMYK                        | 100-60-0-0 | 0-9-94-0  |

## Varianten

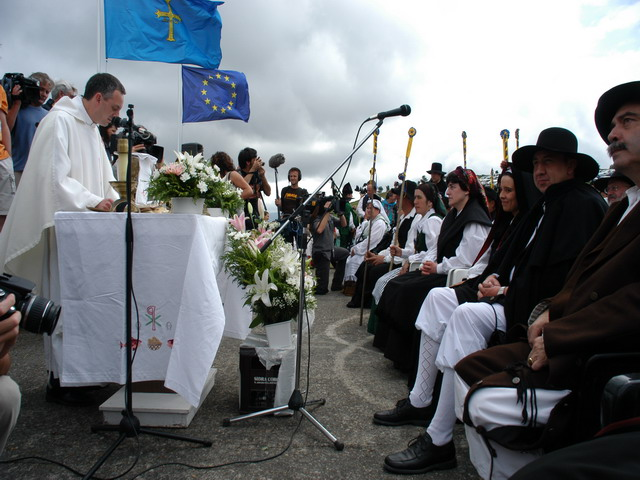
Flagge für Innenräume im Freien während einer traditionellen Hochzeit

Als Tischflagge und für Innenräume wird eine Flagge mit zentrierten Kreuz verwendet. Außerdem gibt es jeweils eine Version für zeremonielle Zwecke, bei der das Kreuz mit Juwelen verziert ist.

Version für Innenräume
Zeremonielle Flagge für Außenverwendung

## Geschichte
Die mit Asturien identische ehemalige Provinz Oviedo führte ihr Wappen auf einer hellblauen Flagge.
Die heutige Flagge wird im Gesetz 4/1990 vom 19. Dezember 1990 beschrieben. Die gesetzliche Anordnung trat offiziell am 10. Januar 1991 in Kraft. Das Kreuz wurde bereits als Teil des Wappens mit dem Gesetz 2/1984 vom 27. April 1984 definiert.

## Flaggen der untergeordneten Verwaltungseinheiten
Die  Gemeinden Asturiens verfügen über eigene Flaggen.
Beispiele:

Allande
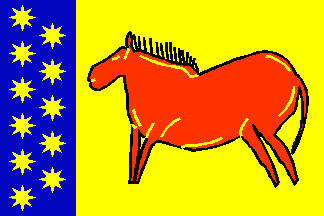
Candamo
Gijón
Teverga

## Politische Flaggen

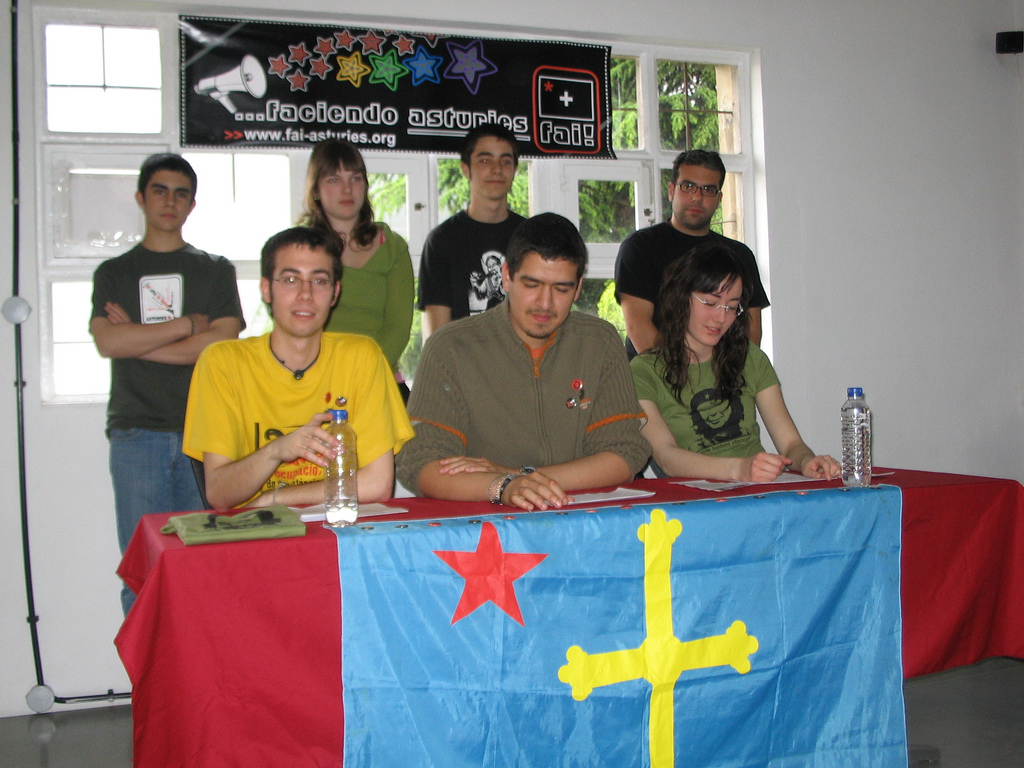
Flagge bei Veranstaltung der Fai! Asturies

Unter anderem wird von Nationalisten Asturiens eine asturische Flagge verwendet, der in der Gösch ein roter Stern hinzugefügt wurde.
1986 entwarf Astor Paredes für die Austrurische Nationalversammlung (Xunta Nacionalista Asturiana) eine Flagge.

Asturische Nationalisten
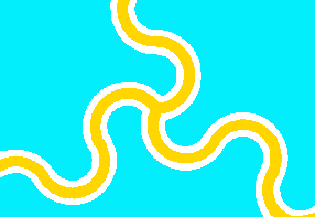
Xunta Nacionalista Asturiana